# أيزو 3166-2:CD
أيزو 31166-2:CD هو الجزء المخصص لدولة جمهورية الكونغو الديمقراطية في أيزو 3166-2، وهو جزء من معيار أيزو 3166 الذي نشرته المنظمة الدولية للتوحيد القياسي (أيزو)، والذي يُعرف رموز لأسماء التقسيمات الرئيسية (مثل الأقاليم، الجهات، المقاطعات أو الولايات) من جميع البلدان في ترميز أيزو 3166-1.
يتكون كل رمز من جزئين مفصولين بواصلة. الجزء الأول هو CD، وهو رمز وأيزو 3166-1 حرفي 2 للبلد. أما الجزء الثاني فهو عبارة عن حرفين.

## الرموز الحالية
| الرمز | التقسيم            | الفئة  |
| ----- | ------------------ | ------ |
| CD-KN | كينشاسا            | مدينة  |
| CD-BN | بانداندو (مقاطعة)  | مقاطعة |
| CD-BC | الكونغو السفلى     | مقاطعة |
| CD-EQ | إكواتور            | مقاطعة |
| CD-KW | كاساي الغربية      | مقاطعة |
| CD-KE | كاساي الشرقية      | مقاطعة |
| CD-KA | مقاطعة كاتانغا     | مقاطعة |
| CD-MA | مانيما             | مقاطعة |
| CD-NK | كيفو الشمالية      | مقاطعة |
| CD-OR | أوريونتال (مقاطعة) | مقاطعة |
| CD-SK | كيفو الجنوبية      | مقاطعة |